# Melbourne bounce
Genres associés
psytrance, big room house, makina, jumpstyle, hardstyle, electro-dance, techno hardcore, happy hardcore, house progressive, rave
Le Melbourne bounce, également appelé Melbourne house, Melbourne jump, Melbourne sound, est un genre d'electro house, mêlant des éléments provenant d'autre genres d'EDM tels que l'electro house et la psytrance.

## Histoire
Le genre se popularise réellement à la mi-2013 aux États-Unis et en Europe. En juin 2013, le producteur electro néerlandais Laidback Luke déclare qu'il s'agit d'« un son nouveau et frais que je considère comme un petit frère du Dutch sound et nouveau défi pour moi ! »

## Caractéristiques
Musicalement, le Melbourne bounce est similaire à la big room house, et considéré comme un sous-genre d'electro house. Il se caractérise par des kicks minimalistes, incorporant des éléments de percussions issus notamment de la makina et du jumpstyle. Le genre fait également usage de passages dits progressifs caractérisés par des kicks et morceaux de synthétiseurs entremêlés. Le tempo oscille entre 125 et 135 BPM.

## Artistes notables
Les artistes notables du genre incluent : Deorro, Joel Fletcher, Matty Lincoln, Orkestrated, SCNDL, Steve Aoki, TJR,, Will Sparks, et VINAI.